# Заїченці
Заї́ченці — село в Україні, в Опішнянській селищній громаді Полтавського району Полтавської області. Населення становить 382 особи.

## Географія
Село розташоване за 1 км від сіл Малі Будища, Попівка та Устименки.
Ґрунти — темно-сірі підзолисті та чорноземи опідзолені. Середня річна кількість опадів — понад 550 мм. Середня температура липня становить + 20 °C, у січні температура опускається в середньому до −7 °C
На території села знаходяться два ставки.

## Історія
За даними на 1859 рік у власницькому та козацькому селі Зіньківського повіту Полтавської губернії, мешкало 1452 особи (702 чоловічої статі та 750 — жіночої), налічувалось 288 дворових господарств, існували православна церква та завод.
17 липня 1899 року в селі була відкрита бібліотека-читальня. На той час у фондах закладу було 125 книг. Завідувач — священик Федір Честнійший.
1900 року село стало центром Заїченської волості.
У 1865 році в Заїченцях у невеликому церковному будинку організована перша школа. У ній навчалося до тридцяти дітей. У 1875 році збудували земську школу. Навчання було 4-річне, навчалося до сімдесяти дітей. У 1917 році під школу передано приміщення колишньої волості.
Жертвою голодомору 1932—1933 років стало 45 осіб. 1933 року в Заїченцях відкрита 7-річна школа.

## Соціальна сфера
- Заїченська загальноосвітня школа І-ІІ ступенів[4]
- Будинок культури

## Економіка
- свино-товарна ферма

## Архітектура
культові споруди:
- Михайлівська церква — нині неіснуюча. Перша згадка − 1722 рік.[5]

пам'ятники:
- на братській могилі радянських воїнів-визволителів.

## Відомі люди
- Жарко Панас Михайлович — народний комісар шляхів сполучення Тимчасового робітничо-селянського уряду України, революціонер, управлінець, господарник.
- Павлов Петро Петрович — депутат другої Державної Думи.